# Cantone di Clermont
Il Cantone di Clermont è una divisione amministrativa dell'arrondissement di Clermont.
A seguito della riforma approvata con decreto del 20 febbraio 2014, che ha avuto attuazione dopo le elezioni dipartimentali del 2015, è passato da 24 a 20 comuni.

## Composizione
I 24 comuni facenti parte prima della riforma del 2014 erano:
- Agnetz
- Airion
- Avrechy
- Avrigny
- Bailleul-le-Soc
- Blincourt
- Breuil-le-Sec
- Breuil-le-Vert
- Bulles
- Choisy-la-Victoire
- Clermont
- Épineuse
- Erquery
- Étouy
- Fitz-James
- Fouilleuse
- Lamécourt
- Litz
- Maimbeville
- La Neuville-en-Hez
- Rémécourt
- Rémérangles
- La Rue-Saint-Pierre
- Saint-Aubin-sous-Erquery

Dal 2015 i comuni appartenenti al cantone sono i seguenti 20:
- Agnetz
- Bailleval
- Breuil-le-Sec
- Breuil-le-Vert
- Catenoy
- Clermont
- Erquery
- Étouy
- Fitz-James
- Fouilleuse
- Labruyère
- Lamécourt
- Liancourt
- Maimbeville
- Nointel
- Rantigny
- Rémécourt
- Rosoy
- Saint-Aubin-sous-Erquery
- Verderonne